# خليج سنغاريا
خليج سنغاريا (بالفرنسية: Baie de Sangareya)‏ خليج في ساحل غينيا على المحيط الأطلسي.

## جغرافيا
يفتح خليج سانغاريا إلى الغرب ويقع شمال كوناكري. تقع جزر لوس (Îles de Los) على بعد حوالي كيلومترين من الرأس مما يحد من الخليج على جانبه الجنوبي.